# Царик Любомир Петрович
Любомир Петрович Царик (нар. 28 листопада 1955, с. Порохова Бучацького району Тернопільської області) — український вчений у галузях географії та геоекології, громадський діяч. Доктор географічних наук.
Член-кореспондент Української екологічної АН (1999), член Українського географічного товариства, Тернопільського осередку НТШ, науково-технічної ради природного заповідника «Медобори», науково-технічної ради НПП «Дністровський каньйон», громадської ради департаменту екології та природних ресурсів Тернопільської облдержадміністрації, громадської ради з екології при міській адміністрації, член спеціалізованих вчених рад Львівського національного університету ім. Івана Франка та Тернопільського національного педагогічного університету ім. Володимира Гнатюка.

## Життєпис
Народився в сім'ї вчителів. У 1970 році з відзнакою закінчив Базарську восьмирічну школу Чортківського району, навчався у Львівському електротехнікумі зв'язку. Закінчив географічний факультет Московського університету (1982, нині РФ). У 1982—1985 — аспірант кафедри економічної та соціальної географії Московського державного університету ім. М. В. Ломоносова.
Від 1987 працює на географічному факультеті Тернопільського педагогічного інституту (нині ТНПУ): викладач, старший викладач, доцент, декан географічного факультету (від 1990, один з ініціаторів створення факультету), від 2006 — професор.
Від 2009 — завідувач кафедри геоекології та методики викладання екологічних дисциплін ТНПУ.
Кандидат у депутати до Тернопільської міської ради (2015).

## Наукова діяльність
14 грудня 1988 року на Вченій раді Московського державного університету ім. М. В. Ломоносова захистив кандидатську дисертацію на тему: «Економіко-географічні аспекти вдосконалення територіального управління господарством (на матеріалах Північного економічного району)».
У лютому 2010 року захистив докторську дисертацію на тему «Географічні засади формування і розвитку регіональних природоохоронних систем (концептуальні підходи, практична реалізація)» за спеціальністю 11.00.11 — конструктивна географія і раціональне використання природних ресурсів.
Ініціатор започаткування обласного еколого-краєзнавчого проекту учнівської молоді «Твій рідний край».
Організатор і учасник науково-дослідних експедицій «Серет—1993», «Дністер—1997», «Товтри—1999».
Редактор «Наукові записки Тернопільського національного педагогічного університету імені В. Гнатюка. Серія: географія» (від 1998).
Очолює науково-дослідну лабораторію «Моделювання еколого-географічних систем».

## Доробок
Автор понад 250 наукових та науково-методичних праць, у т. ч.
- 6 монографій
  - «Голицький ботаніко-ентомологічний заказник загальнодержавного значення» (1997),
  - «Еколого-географічний аналіз і оцінювання території (на матеріалах Тернопільської області)» (2005);
  - «Регіональний ландшафтний парк „Загребелля“ у системі рекреаційного і заповідного природокористування» (2013, у співавторстві) та інших.
- 10 навчальних посібників
  - «Проблеми екології рідного краю» (1993),
  - «Основи екологічних знань» (1995),
  - «Природні заповідні території» (1998, 2002),
  - «Навчально-краєзнавчий атлас Тернопільської області» (2000),
  - «Соціальна екологія» (2001),
  - «Географія Тернопільської області» (2003) та інших.

## Відзнаки
- Почесна грамота Міністерства освіти і науки України (2003),
- «Відмінник освіти України» Міністерства освіти і науки України (2005).